# 고우림 (성악가)
고우림(1995년 7월 10일 ~ )은 대한민국의 성악가로, 크로스오버 그룹 포레스텔라의 멤버이다. 2017년에 <팬텀싱어2>에 출연해 우승을 차지했다.

## 학력
- 대구대청초등학교
- 대륜중학교
- 경북 예술고등학교
- 서울대학교 성악과 (졸업)
- 서울대학교 대학원 (재학)[1]

## 경력
고우림은 2017년에 오디션 프로그램 <팬텀싱어2>에 출연해 우승을 차지했다. 2021년에 비트인터렉티브와 계약했다.

## 음반 목록

### 컴필레이션 음반
| 제목                        | 상세                                                                          |
| --------------------------- | ----------------------------------------------------------------------------- |
| 동네앨범 단양 (with 조민규) | - 발매일: 2018년 11월 21일 - 레이블: 다날엔터테인먼트 - 형식: 디지털 다운로드 |

### 싱글
| 제목            | 연도 | 음반                                  |
| --------------- | ---- | ------------------------------------- |
| "삐에로"        | 2022 | 디 엠파이어 : 법의 제국 O.S.T. Part.3 |
| "백만송이 장미" | 2018 | 나의 아저씨 O.S.T. Part.5             |

## 방송 출연
| 연도 | 제목             | 역할        | 각주  |
| ---- | ---------------- | ----------- | ----- |
| 2017 | <팬텀싱어2>      | 참가자      | [ 2 ] |
| 2020 | <복면가왕>       | 참가자      | [ 4 ] |
| 2023 | <미운 우리 새끼> | 게스트 스타 | [ 5 ] |
| 2025 | <라디오스타>     | 게스트 스타 | [ 6 ] |

## 콘서트
- 마포문화재단 2020 신년음악회[7]
- 고우림: 부티크 팬미팅 콘서트 2022
- 고우림 #000000 블랙콘서트 2023
- 레인포레스트 팬미팅 콘서트 2025[8]

## 수상 및 후보
- 제8회 독일가곡 콩쿠르 - 2위
- 제25회 슈베르트가곡 콩쿠르 - 고등부 2위
- 제23회 성정전국음악 콩쿠르 - 고등부 1위[2]
- 제51회 툴루즈 국제 성악 콩쿨 - 세미파이널리스트
- 제2회 파파로티 성악콩쿨 - 대학부 2위
- 제15회 엄정행 성악 콩쿨 - 입상

## 개인사
2022년 10월 22일 전 피겨스케이팅 선수 출신 김연아와 결혼식을 올렸다.